# Pesh-Kabz

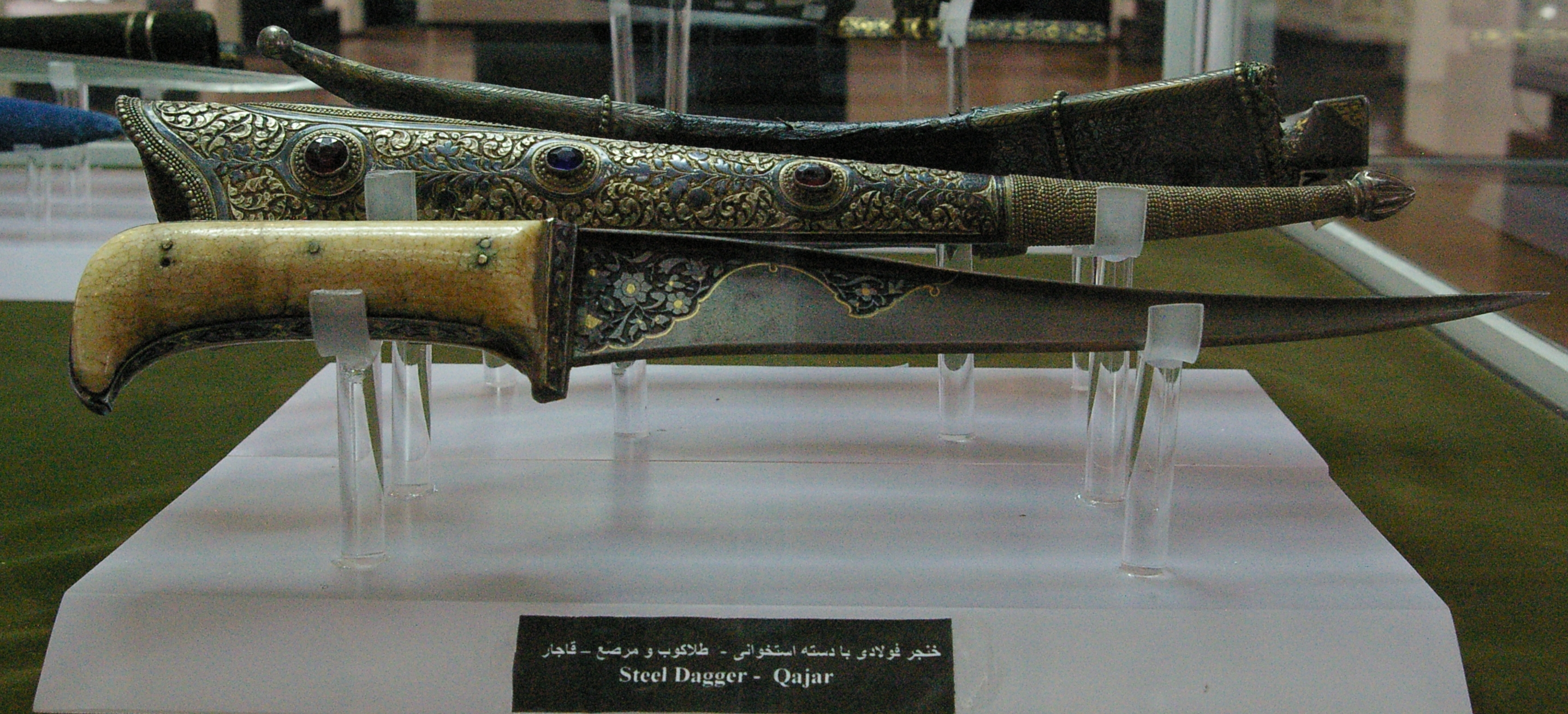
Pesh-Kabz, persischer Dolch, ger. Klinge

Der Pesh-Kabz (oder Peshcubz, Peshqabz) ist ein persischer und indischer Dolch aus dem 14. Jahrhundert.

## Geschichte
Der Pesh-Kabz entstand etwa zur Zeit des Mogulreichs (1526 bis 1858) in Indien oder Persien. Auch nach dem Ende des Mogulreichs blieb er weiter in Verwendung.

## Beschreibung
Den Pesh-Kabz gibt es in verschiedenen Ausführungen. Er hat entweder eine gerade oder gebogene Klinge. Die gerade Klinge ist am Heft breit und läuft zur Spitze (Ort) hin dünn und spitz zu. Bei den gebogenen Klingen läuft die Klinge langsam spitz zu und ist leicht nach oben gekrümmt. Die Klinge ist im Querschnitt T-förmig (verstärkter Rücken), was ihr eine größere Stabilität verleiht. Die Spitze läuft bei manchen Exemplaren sehr fein zu, bei anderen weniger und ist so konstruiert, dass sie zum Durchstoßen von Kettenhemden benutzt werden kann. Die Klingen sind glatt und die meisten haben weder Hohlschliff noch Hohlkehle (fälschlich Blutrinne). Die Griffe (Heft) haben keinen Parier und keinen Knauf. Für den Griff werden verschiedene Materialien wie Walrosselfenbein (pers. shirmani), Holz, Horn, Knochen oder auch Edelsteine verwendet. Die Scheiden sind aus Holz oder Metall, bei kostbaren Ausführungen auch aus Silber oder Jade und oft mit Samt überzogen. Die Gesamtlänge des Pesh-Kabz beträgt etwa 40 Zentimeter.
Am 17. Januar 1916 erteilte der Maharadscha von Patiala der Wilkinson Sword Company den Auftrag für eine an die Erfordernisse des modernen Kriegs angepasste Variante des traditionellen Messers. Es vereinte eine – gerade – Klinge der klassischen Form mit dem Griff eines Bajonetts für das Lee-Enfield Gewehr. Nur 555 Exemplare wurden produziert, offenbar hat sich außer einer Risszeichnung in den Firmenunterlagen aber kein Original erhalten.